# Prijeki sud (1978.)
Prijeki sud, hrvatski dugometražni film iz 1978. godine.